# K-1 World Grand Prix

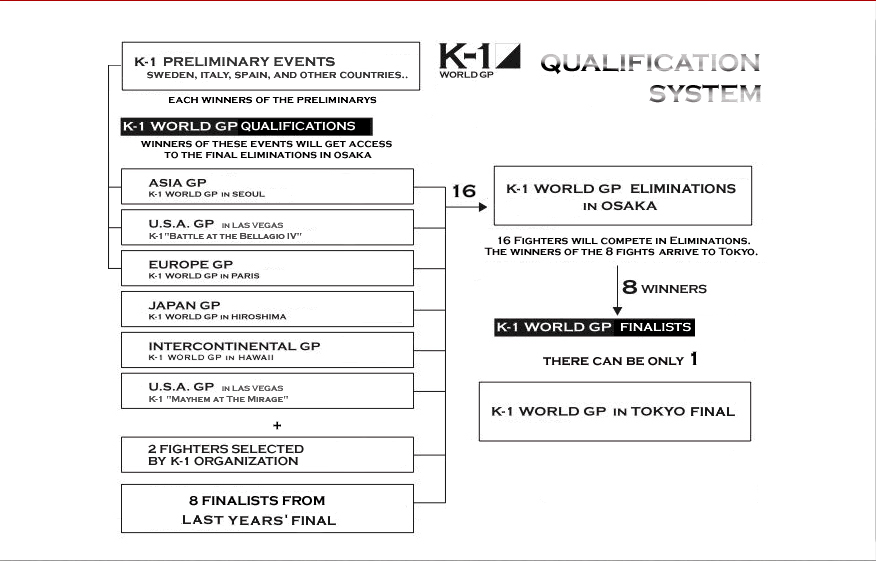
Overzicht kwalificatie

De K-1 World Grand Prix is een jaarlijks terugkerend kickboksevenement, waarin de acht beste K-1-vechters van dat jaar strijden om de wereldtitel. Het evenement werd in 1993 voor het eerst georganiseerd door K-1's overkoepelende organisatie de Fight Entertainment Group (FEG) op initiatief van Kazuyoshi Ishii. Hij is tevens de bedenker van het K-1.

## Locatie
Van 1993 tot en met 2006 werd de World Grand Prix Final gehouden in het Tokyo Dome in de Japanse hoofdstad Tokio. De edities van 2007, 2008 en 2009 vonden plaats in de Yokohama Arena in Yokohama. In 2010 werd het weer gehouden in Tokio, ditmaal in het Ariake Colosseum.

## Kwalificatie
Er zijn ieder jaar zes 'World GP Qualification'-evenementen. Hiervan worden er twee gehouden in Las Vegas, de andere vier worden gehouden in Seoel, Parijs, Hiroshima en op Hawaï. De zes winnaars gaan door naar de 'Final Elimination' in Osaka. Daar nemen ze het op tegen de acht finalisten van het voorgaande jaar en twee door de organisatie uitgekozen vechters. De acht winnaars gaan door naar de World Grand Prix Final. Daar mogen ze uitvechten wie de wereldkampioen wordt en tevens aan de haal mag gaan met het prijzengeld van 400.000 Amerikaanse dollar. Het finaletoernooi wordt afgewerkt op één en dezelfde dag. Dit is meestal ergens begin december. Dit betekent dat de twee vechters die de finale halen die dag drie partijen vechten.

## Winnaars K-1 World Grand Prix
Sinds de introductie van de K-1 World Grand Prix in 1993 domineren de Nederlandse deelnemers het toernooi. Van de negentien keer dat het evenement georganiseerd is, is er vijftien keer een Nederlandse wereldkampioen uit de bus gekomen. Deze titels zijn behaald door: Ernesto Hoost (4x), Sem Schilt (4x), Peter Aerts (3x), Remy Bonjasky (3x) en Alistair Overeem (1x). De man die de meeste K-1-finales haalde, is Peter Aerts (6x).
| Jaar | Wereldkampioen             | Runner-up                  |
| ---- | -------------------------- | -------------------------- |
| 1993 | Kroatië Branko Cikatić     | Nederland Ernesto Hoost    |
| 1994 | Nederland Peter Aerts      | Japan Masaaki Satake       |
| 1995 | Nederland Peter Aerts      | Frankrijk Jérôme Le Banner |
| 1996 | Zwitserland Andy Hug       | Zuid-Afrika Mike Bernardo  |
| 1997 | Nederland Ernesto Hoost    | Zwitserland Andy Hug       |
| 1998 | Nederland Peter Aerts      | Zwitserland Andy Hug       |
| 1999 | Nederland Ernesto Hoost    | Kroatië Mirko Filipović    |
| 2000 | Nederland Ernesto Hoost    | Nieuw-Zeeland Ray Sefo     |
| 2001 | Nieuw-Zeeland Mark Hunt    | Brazilië Francisco Filho   |
| 2002 | Nederland Ernesto Hoost    | Frankrijk Jérôme Le Banner |
| 2003 | Nederland Remy Bonjasky    | Japan Musashi              |
| 2004 | Nederland Remy Bonjasky    | Japan Musashi              |
| 2005 | Nederland Semmy Schilt     | Brazilië Glaube Feitosa    |
| 2006 | Nederland Semmy Schilt     | Nederland Peter Aerts      |
| 2007 | Nederland Semmy Schilt     | Nederland Peter Aerts      |
| 2008 | Nederland Remy Bonjasky    | Marokko Badr Hari*         |
| 2009 | Nederland Semmy Schilt     | Marokko Badr Hari          |
| 2010 | Nederland Alistair Overeem | Nederland Peter Aerts      |
| 2024 | Brazilië Ariel Machado     | China Feng Rui             |

* Badr Hari werd gediskwalificeerd omdat hij doorging terwijl zijn tegenstander op de grond lag. Naderhand heeft de K-1-organisatie hem als straf zijn prijzengeld ontnomen en heeft het zijn titel als runner-up van de WGP Final 2008 en zijn eerder behaalde K-1 Heavyweight Title ongeldig verklaard.